# Ayed Habashi
Ayed Habashi (in ebraico עאיד חבשי‎?; Iksal, 10 maggio 1995) è un calciatore israeliano, difensore dell'Ironi K. Shmona.

## Caratteristiche tecniche
È un difensore centrale.

## Carriera

### Nazionale
Il 7 settembre 2018 ha esordito con la nazionale israeliana in occasione del match di UEFA Nations League 2018-2019 contro l'Albania.